# Віске (провінція Турин)
Віске (італ. Vische, п'єм. Vische) — муніципалітет в Італії, у регіоні П'ємонт,  метрополійне місто Турин.
Віске розташоване на відстані близько 530 км на північний захід від Рима, 36 км на північний схід від Турина.
Населення — 1318 осіб (2014).
Щорічний фестиваль відбувається 24 серпня. Покровитель — Bartolomeo.

## Демографія
Населення за роками:

Станом на 1 січня 2023 року в муніципалітеті офіційно проживало 86 іноземців з 20 країн, серед них 55 громадян країн Євросоюзу та 1 громадянин України.

## Сусідні муніципалітети
- Боргомазіно
- Кандія-Канавезе
- Мацце
- Монкривелло
- Страмбіно
- Вестіньє
- Віллареджа